# Kalle Koljonen

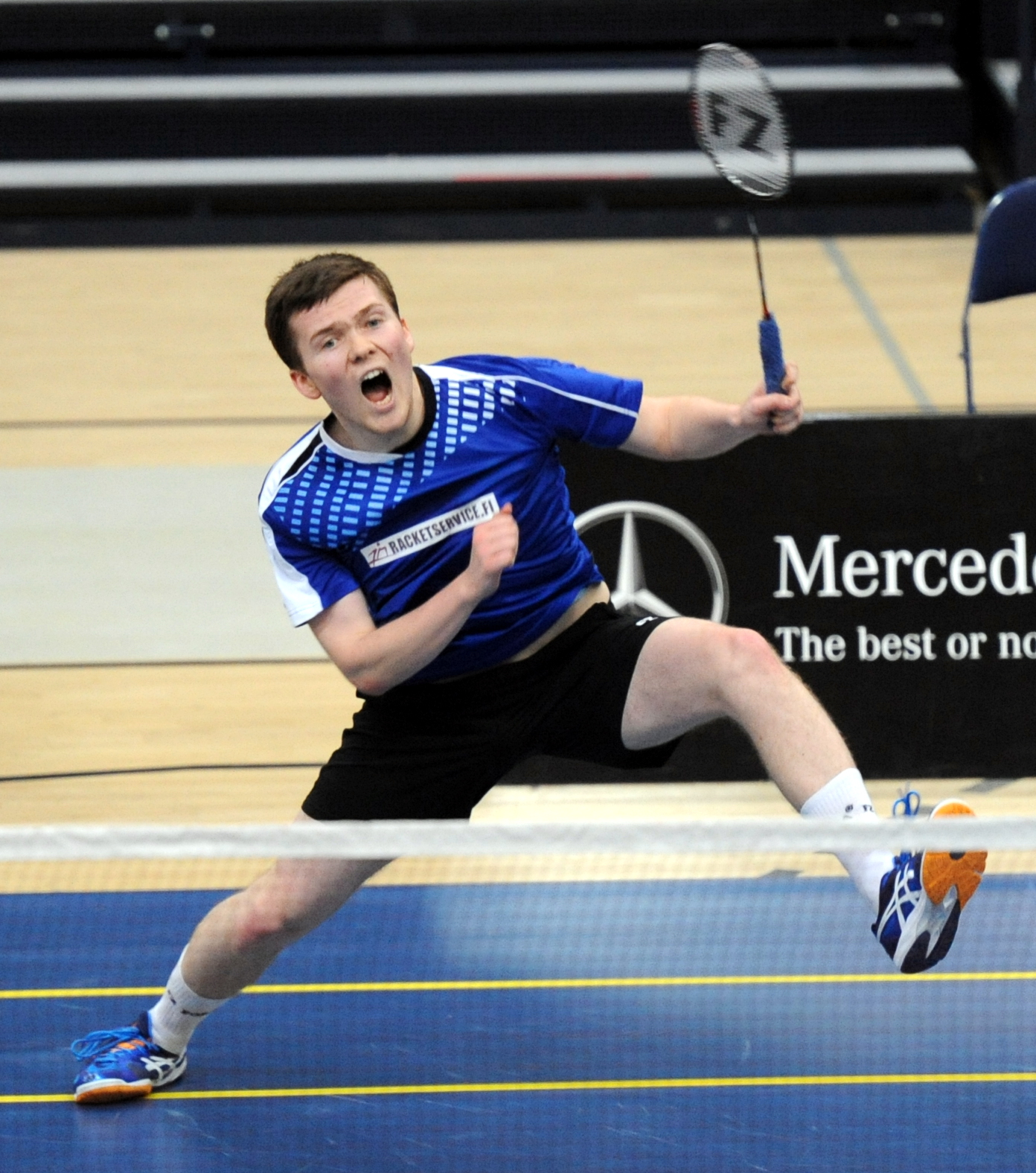
Kalle Koljonen, 2016

Kalle Koljonen (* 26. Februar 1994 in Helsinki) ist ein finnischer Badmintonspieler.

## Karriere
Kalle Koljonen gewann die Hungarian International 2015 und die Norwegian International 2016. 2016 und 2018 wurde er ebenfalls finnischer Meister. 2021 qualifizierte er sich für die Olympischen Sommerspiele des gleichen Jahres ebenso wie 2024.

## Sportliche Erfolge
| Saison | Veranstaltung                        | Disziplin | Platz | Name                              |
| ------ | ------------------------------------ | --------- | ----- | --------------------------------- |
| 2011   | Belgian Junior International 2011    | MS        | 1     | Kalle Koljonen                    |
| 2011   | Danish Junior Cup 2011               | MS        | 3     | Kalle Koljonen                    |
| 2012   | Finnish Junior International 2012    | MD        | 1     | Kalle Koljonen / Alexandr Kozyrev |
| 2012   | Finnish Junior International 2012    | MS        | 1     | Kalle Koljonen                    |
| 2012   | Danish Junior Cup 2012               | MS        | 2     | Kalle Koljonen                    |
| 2012   | Finnische Juniorenmeisterschaft 2012 | MS        | 1     | Kalle Koljonen                    |
| 2015   | Hungarian International 2015         | MS        | 1     | Kalle Koljonen                    |
| 2015   | Slovenia International 2015          | MS        | 2     | Kalle Koljonen                    |
| 2016   | Norwegian International 2016         | MS        | 1     | Kalle Koljonen                    |
| 2016   | Finnische Meisterschaft 2016         | MS        | 1     | Kalle Koljonen                    |
| 2017   | Dutch International 2017             | MS        | 2     | Kalle Koljonen                    |
| 2017   | Juniorenweltmeisterschaft 2017       | MS        | 33    | Kalle Koljonen                    |
| 2018   | Juniorenweltmeisterschaft 2018       | MS        | 33    | Kalle Koljonen                    |
| 2018   | Finnische Meisterschaft 2018         | MS        | 1     | Kalle Koljonen                    |
| 2019   | Azerbaijan International 2019        | MS        | 3     | Kalle Koljonen                    |